# 大阪成蹊大学
大阪成蹊大学（おおさかせいけいだいがく、英語: Osaka Seikei University）は、大阪府大阪市東淀川区相川3丁目10-62に本部を置く日本の私立大学。1933年創立、2003年大学設置。

## 概観

### 大学全体
校名は「桃李不言下自成蹊（司馬遷『史記』）に由来。大阪成蹊短期大学と附属の大阪成蹊女子高等学校が大阪市東淀川区の同じ敷地内にある。なお東京の成蹊大学とは、組織の異なる別々の学校法人の設置した大学であり、姉妹校等の関係はない。

### 学風および特色

#### スポーツ
女子陸上競技部が、創部5年目の2016年に日本インカレで女子総合優勝を果たすなど、特に短距離種目やリレー競技なとで例年全国レベルの活躍をしている。

## 沿革

### 年表
- 1933年4月 - 高等成蹊女学校創設
- 1937年4月 - 大阪高等成蹊女学校に校名変更
- 1938年4月 - 財団法人大阪成蹊学園設立。高等女学校令による大阪成蹊高等女学校設置
- 1947年4月 - 大阪成蹊女子中学校を開設
- 1948年4月 - 大阪成蹊女子高等学校開設
- 1951年
  - 3月 - 財団法人大阪成蹊学園から学校法人大阪成蹊学園となる
  - 4月 - 大阪成蹊女子短期大学開学、国文科と家政科を設置
- 1952年4月 - 大阪成蹊学園こみち幼稚園開設
- 1956年 - 大阪成蹊女子短期大学に初等教育科を設置
- 1963年 - 大阪成蹊女子短期大学に体育科を設置
- 1964年 - 大阪成蹊女子短期大学に英文科を設置
- 1967年 - 大阪成蹊女子短期大学に観光科、デザイン科を設置
- 1969年 - 大阪成蹊女子短期大学のデザイン科をデザイン美術科に名称変更
- 1971年 - 大阪成蹊女子短期大学の初等教育科を児童教育学科に改組。国文科、家政科、体育科、英文科、観光科を国文学科、家政学科、体育学科、英文学科に改組
- 1974年4月 - 大阪成蹊女子中学校の生徒募集停止
- 1975年8月 - 大阪成蹊学園こみち幼稚園を大阪成蹊女子短期大学附属こみち幼稚園に改称
- 2002年4月 - 成安造形短期大学の設置者を学校法人京都成安学園から学校法人大阪成蹊学園に変更
- 2003年4月 - 大阪成蹊大学開学、現代経営情報学部現在経営情報学科を相川キャンパスに、芸術学部美術・工芸学科、デザイン学科を長岡京キャンパス（成安造形短期大学設置キャンパス）に設置。びわこ成蹊スポーツ大学開学、スポーツ学部を設置。大阪成蹊女子短期大学を共学化し、大阪成蹊短期大学に改組するとともに、経営会計学科、表現文化学科を設置、家政学科を総合生活学科に改組、国文学科、体育学科、英文学科、デザイン科を学生募集停止。大阪成蹊女子短期大学こみち幼稚園を大阪成蹊短期大学附属こみち幼稚園に改称
- 2006年
  - 月不明 - 芸術学部に総合教育研究支援センターを設置
  - 4月 - 芸術学部の各学科を情報デザイン学科、環境デザイン学科、美術学科に改組
  - 6月 - 成安造形短期大学を廃止
- 2010年 - 大阪府私立学校審議会平成22年12月定例会（12月17日開催）で、大阪成蹊女子中学校の廃止が認可される
- 2011年
  - 3月 - 大阪成蹊女子中学校を廃止
  - 4月 - 現代経営情報学部現代経営情報学科をマネジメント学部マネジメント学科に名称変更。大阪成蹊短期大学の表現文化学科を創造文化学科に名称変更
- 2012年4月 - 芸術学部のコースを再編するとともに長岡京キャンパスから相川キャンパスに移転（長岡京キャンパスの地には2014年9月1日に立命館中学校・高等学校が移転）。びわこ成蹊スポーツ大学に大学院スポーツ学研究科を開設
- 2014年4月 - 大阪成蹊大学に教育学部教育学科を開設。大阪成蹊短期大学の児童教育学科を幼児教育学科に、創造文化学科をグローバルコミュニケーション学科に改組
- 2015年4月 - 大阪成蹊大学の芸術学部情報デザイン学科、環境デザイン学科を学生募集停止し、美術学科を造形芸術学科（8コース）に改組。びわこ成蹊スポーツ大学のスポーツ学部にスポーツ学科を開設、生涯スポーツ学科、競技スポーツ学科を学生募集停止
- 2016年4月 - マネジメント学部にスポーツマネジメント学科を新設し、マネジメント学科との2学科に改組。大阪成蹊短期大学総合生活学科を生活デザイン学科、調理・製菓学科、栄養学科に改組。大阪成蹊女子高等学校に美術科を開設
- 2018年4月 - 大阪成蹊大学のマネジメント学部に国際観光ビジネス学科を開設、教育学部教育学科のもとに初等教育専攻、中等教育専攻を開設。大阪成蹊大学大学院教育学研究科を開設
- 2020年4月 - マネジメント学部を経営学部に名称変更
- 2022年4月 - 国際観光学部を開設
- 2023年4月 - 相川駅前に駅前新キャンパスを開設。看護学部、データサイエンス学部を開設

## 基礎データ

### 所在地
- 相川キャンパス（大阪府大阪市東淀川区）
- 駅前キャンパス（大阪府大阪市東淀川区）相川駅スグ

### かつての所在地
- 京都・長岡京キャンパス（京都府長岡京市・元は成安造形短期大学のキャンパス）は、学校法人立命館へ売却された。

## 教育および研究

### 組織

#### 学部
- 経営学部
  - スポーツマネジメント学科
  - 経営学科
    - 経営コース
    - 食ビジネスコース
    - 公共政策コース

  - 国際観光ビジネス学科
    - 国際キャリアコース
    - 観光ビジネスコース
- 芸術学部
  - 造形芸術学科
    - マンガ・デジタルアートコース
    - アニメーション・キャラクターデザインコース
    - ゲーム・アプリケーションコース
    - バーチャルメディア・ボイスクリエイターコース
    - ビジュアルデザインコース
    - イラストレーション・美術コース
    - ファッション・コスチュームデザインコース
    - インテリア・プロダクトデザインコース
- 教育学部
  - 教育学科
    - 中等教育専攻
      - 英語教育コース
      - 保健体育教育コース

    - 初等教育専攻
      - 初等教育コース
      - 幼児教育コース

- 国際観光学部
  - 国際観光学科

- データサイエンス学部
  - データサイエンス学科

- 看護学部
  - 看護学科

#### 大学院
- 教育学研究科
  - 教育学専攻（修士課程）

#### 附属機関
- 教育研究支援センター
  - ギャラリー〈space B〉
  - 造形ファクトリー
  - 情報ファクトリー
- 保健センター
- 図書館
  - 駅前キャンパス分室

## 創立90周年記念事業
- 2021年3月、大阪成蹊学園創立90周年記念事業として、令和4年から令和6年にかけて、4つの新学部（看護学部・データサイエンス学部・社会学部・国際観光学部）を設置することを発表した[2]。
- また、阪急京都線相川駅前に、8階建ての新校舎（総床面積約9,500平方メートル）を開設。

## 大学関係者一覧

### 著名な教職員

#### 経営学部
- 澤木啓祐（経営学部客員教授）

#### 芸術学部
- 塩川洋介（芸術学部客員教授）
- 糸曽賢志（芸術学部特別招聘教授）

#### クラブ活動
- 金丸祐三（陸上競技部コーチ）

### OB・OG
- 吉田翔（日本画家）
- ハムスターの息子に産まれて良かった（芸術家）
- おむたつ（たついこと）（イラストレーター、漫画家）
- 田口智久（アニメーター、アニメ監督）
- はまやねん（お笑い芸人 8.6秒バズーカー）
- 青山聖佳（陸上競技選手 / 大阪成蹊AC））

## 施設

### キャンパス

#### 相川キャンパス
- 使用学部：経営学部・教育学部・芸術学部・国際観光学部
- 交通アクセス：阪急京都線相川駅、地下鉄今里筋線井高野駅、JR京都線吹田駅

駅前キャンパス
- 使用学部：データサイエンス学部・看護学部
- 交通アクセス：阪急京都線相川駅、地下鉄今里筋線井高野駅、JR京都線吹田駅

### かつて存在したキャンパス

#### 長岡京キャンパス
- 元は統合された成安造形短期大学のキャンパスだった。
- 使用していた学部：芸術学部
- 交通アクセス：阪急京都線長岡天神駅、JR京都線長岡京駅

### 他大学との協定
- 大学コンソーシアム大阪に加盟。

### 系列校
- びわこ成蹊スポーツ大学
- 大阪成蹊短期大学
- 大阪成蹊女子高等学校
- こみち幼稚園